# Vitan
Vitan – wieś w Słowenii, w gminie Ormož. 1 stycznia 2018 liczyła 97 mieszkańców.